# Smile (canción de Katy Perry)
«Smile» es una canción de la cantante estadounidense Katy Perry de su quinto álbum de estudio, el mismo nombre (2020). Se lanzó el 10 de julio de 2020 a través de Capitol Records como el segundo sencillo del álbum. La pista contiene una muestra del tema «Jamboree» de Naughty by Nature de 1999.

## Antecedentes y lanzamiento
A principios de febrero se anunciaba que Perry lanzaría dos temas, uno titulado Smile y otros con las iniciales NWW, más tarde, se publicó el tema «Never Worn White». En una sesión de preguntas realizada para Facebook en abril, la cantante comentó que tenía nueva música por lanzar, añadiendo sobre la pandemia COVID-19, que cuando termine «podremos todos sonreír pronto», a los pocos días la pista se filtró completa en internet. Inicialmente se especulaba que la canción sería el sencillo principal de su quinto álbum de estudio Smile, su primer trabajo después de Witness (2017), pero luego, en mayo de 2020 confirmó a través de sus redes sociales que «Daisies» se lanzaría como el sencillo oficial del álbum. El mismo mes, se filtró por internet el tema en colaboración con el rapero estadounidense Diddy, que en julio de 2020, se registró en ASCAP como en BMI con el nombre de «Smile (I'm grateful)».
El 9 de julio de 2020, junto con revelar el nombre y la portada del su quinto álbum de estudio, anunció que la canción principal se lanzaría como sencillo al día siguiente.

## Composición
El tema contiene una muestra del tema «Jamboree» de Naughty by Nature de 1999. La canción comienza con un ritmo impulsado por el baile y sus letras abordan la gratitud por los cambios en su vida y la perseverancia después de diferentes caídas. La canción fue inspirada por las propias experiencias de Perry, fue descrita por Uproxx como una «oda a recordar las alegrías de la vida», sobre la canción Perry comentó: «Escribí esta canción cuando estaba pasando por uno de los períodos más oscuros de mi vida».

## Recepción crítica
Zoe Haylock de Vulture comparó el potencial de la canción con su sencillo de 2013 «Roar». Jason Lipshutz de Billboard, también comparó la pista con «Walking on Air» y «Birthday», ambos temas proveniente de su tercer álbum de estudio Prism (2013). Wren Graves de Consequence of Sound, afirmó que líricamente aborda sobre «la calidez y gratitud».

## Créditos y personal
Créditos adaptados de Tidal.
- Katy Perry – voz, composición
- Josh Abraham – productor, composición
- Oligee – productor
- G Koop – productor, productor adicional
- Anthony Criss – composición
- Kier Gist – composición
- Vincent Brown – composición
- Benny Golson – composición
- Benny Hazzard – composición
- Ferras Alqaisi – composición
- Oliver Goldstein – composición
- Blake Harden – ingeniería
- CJ Mixed It – ingeniería
- Darth Moon – ingeniería
- Louie Gomez – ingeniería
- Manny Marroquin – mezcla
- Chris Galland – ingeniería de mezcla
- Dave Kutch – ingeniería de masterización
- Dave Richard – trompeta
- Kamaria Anita Ousley – coros
- Lincoln Adler – saxofón

## Posicionamiento en listas
| Listas (2020)                                   | Mejor posición |
| ----------------------------------------------- | -------------- |
| Argentina (Argentina Hot 100)                   | 77             |
| Bélgica (Ultratop 50) Flanders                  | 12             |
| Bélgica (Ultratop 50) Wallonia                  | 29             |
| Canadá (CHR/Top 40)                             | 47             |
| Croacia (HRT)                                   | 28             |
| Escocia (Official Charts Company)               | 22             |
| Eslovaquia (Radio Top 100)                      | 88             |
| Estados Unidos (Bubbling Under Hot 100 Singles) | 21             |
| Estados Unidos (Adult Contemporary)             | 28             |
| Estados Unidos (Digital Song Sales)             | 28             |
| Guatemala Anglo (Monitor Latino)                | 9              |
| Japón (Japan Hot 100)                           | 77             |
| Nueva Zelanda Hot Singles (RMNZ)                | 10             |
| Panamá (Monitor Latino)                         | 15             |
| Polonia (Polish Airplay Top 100)                | 61             |
| Reino Unido (UK Singles Chart)                  | 87             |
| Venezuela (Record Report)                       | 56             |

## Historial de lanzamiento
| País        | Fecha               | Formato                      | Discográfica | Ref    |
| ----------- | ------------------- | ---------------------------- | ------------ | ------ |
| Varios      | 10 de julio de 2020 | Descarga digital y streaming | Capitol      | [ 1 ]  |
| Australia   | 10 de julio de 2020 | Contemporary hit radio       | EMI          | [ 36 ] |
| Reino Unido | 18 de julio de 2020 | Adult contemporary           | Capitol      | [ 37 ] |
| Italia      | 24 de julio de 2020 | Contemporary hit radio       | Universal    | [ 38 ] |